# Sárgafejű teknős
A sárgafejű teknős (Indotestudo elongata) a hüllők (Reptilia) osztályába és a teknősök (Testudines) rendjébe, a  Szárazföldi teknősfélék (Testudinidae) családjába tartozó faj.

## Előfordulása
Banglades, Kambodzsa, India, Laosz, Malajzia, Mianmar, Nepál, Thaiföld és Vietnám területén honos. Kínai előfordulása nem bizonyított.

## Megjelenése
Testhossza 30 centiméter, testtömege 3,5 kilogramm.